# Девлетшаєв Учкун Тулкунович
Девлетша́єв Учку́н Тулку́нович (нар. 17 квітня 1955) — український кримськотатарський політик, голова Красногвардійського (Курманського) регіонального меджлісу, депутат Красногвардійської районної ради V та VI скликань.

## Життєпис
Протягом багатьох років Учкун Девлетшаєв був очільником Красногвардійського (Курманського) регіонального меджлісу кримськотатарського народу. Неодноразово обирався депутатом Красногвардійської районної ради від «Народного Руху України», був членом постійної комісії з питань освіти, охорони здоров'я та культури.
Брав активну участь у культурному житті кримськотатарського народу та всього півострова Крим: був членом робочої групи обговорення «Бібліотека в нашому регіоні», входив до організаційного комітету з підготовки та проведення меморіальних заходів, присвячених пам'яті Номана Челебіджіхана, приділяв увагу популяризації спорту серед кримських татар.
Окрім політичної діяльності займав посаду завідувача господарства Красногвардійської центральної бібліотечної системи.